# Leontief-paradoxen
Leontief-paradoxen framlagd 1953, är ett påpekande av ekonomen Wassily Leontief som tycks motsäga Heckscher-Ohlin-teoremet av internationell handel.
Leontief framhöll det faktum att USA, världens mest kapitalrika land, exporterade arbetsintensiva produkter och importerade kapitalintensiva produkter, när Heckscher-Ohlin-teorin förutspår motsatsen. Leontief-paradoxen fick många ekonomer att misstro Heckscher-Ohlins modell, där internationell handel antas ha sin grund i länders komparativa fördelar mellan olika produktionsfaktorer, såsom arbete och kapital, till fördel för ricardianska modeller, där teknologiska skillnader avgör länders konkurrensfördelar.